# 吳式釗
吳式釗（？—？），字楚生，雲南省永昌府保山縣人，清朝政治人物、同進士出身。
原籍雲南，生於湖南。與朱庭珍、赵藩、陈荣昌并称“滇南四杰”。光緒二十年（1894年），参加光緒甲午科殿試，登進士三甲六名。同年五月，改翰林院庶吉士。光緒二十一年四月，散館，授翰林院檢討。光绪二十四年（1898年），劉鶚夥同程恩培和吳式釗二人成立豫豐公司。吴式钊以豫豐公司名义与福公司代理人罗沙第簽訂《河南矿务合同章程》。后来此事遭河南士绅反對，清廷革除了吴式钊的翰林院编修职，褫革回籍。光绪二十九年（1903年）三月，好友沈藎謀刺慈禧太后，被吳式釗出賣，聯合慶寬向慈禧太后告發，慈禧大怒，下令捕殺沈氏。日後吳式釗以功升為六部主事。然賣友求榮之事，為士論所鄙，終生不得志。民國初年，吳某易名，擔任龍濟光的諮議，不久病故。